# Psiloderces pulcher
Espèce
Psiloderces pulcher est une espèce d'araignées aranéomorphes de la famille des Psilodercidae.

## Distribution
Cette espèce est endémique du Sarawak en Malaisie,. Elle se rencontre dans les grottes Gua Siput et Gua Terangair.

## Description
La carapace du mâle holotype mesure 0,7 mm de long sur 0,6 mm et l'abdomen 1,0 mm de long et la carapace de la femelle paratype mesure 0,8 mm de long sur 0,7 mm et l'abdomen 1,2 mm de long.

## Publication originale
- Deeleman-Reinhold, 1995 : The Ochyroceratidae of the Indo-Pacific region (Araneae). The Raffles Bulletin of Zoology Supplement, no 2, p. 1-103 (texte intégral).